# Augusta (Missouri)
Pour les articles homonymes, voir Augusta.
Augusta est une ville du comté de Saint Charles, dans le Missouri, aux États-Unis,. Située au sud-ouest du comté, elle est fondée en 1836 par Heinrich Knoernschild et incorporée en 1855.

## Démographie
Lors du recensement de 2010, la ville comptait une population de 253 habitants. Elle est estimée, en 2017, à 256 habitants.

### Source de la traduction
- (en) Cet article est partiellement ou en totalité issu de l’article de Wikipédia en anglais intitulé « Augusta, Missouri » (voir la liste des auteurs).